# Mazda Cosmo
Mazda Cosmo — первый серийный автомобиль с роторным двигателем.
Прототип был представлен в 1964 году на Токийском автосалоне (Tokio Motor Show). В следующие два года тестировалось ещё 80 прототипов. Серийное производство двухместного спортивного купе (получившего название 110S) с роторным двигателем, доработанным по лицензии немецкой компании NSU, началось в 1967 году.

Официальная брошюра утверждала: «Судя по размерам, весу и стоимости роторного двигателя, 110S разгоняется и движется быстрее, чем любой другой автомобиль на планете»

В 1968 году надежность нового типа двигателя была доказана участием двух Cosmo в 84-часовом марафоне Нюрбургринг. И хотя одна из машин сошла, вторая финишировала на четвёртом месте.

Следующее поколение Cosmo, появившееся в 1975 году, продавалось уже под брендом RX-5.
В 1991 году модель была возрождена под маркой торгового дома Eunos компании Mazda и выпускалась до 1995 года. Новшеством стало применение нового трёхсекционного роторного-поршневого двигателя объёмом два литра с двухступенчатым наддувом. Но большая часть автомобилей комплектовалась двигателем объёмом 1,3 литра, аналогичным устанавливаемому на модели RX-7.

## Серия L10A/L10B
Первая Mazda с названием Cosmo (1967—1972) (названная моделью 110S для экспорта) была первым серийным автомобилем с двух-поршневым роторным двигателем. Прототип был представлен на Токийском автосалоне 1964 года, за один месяц до Олимпийских игр 1964, и после появления NSU Spider немецкого производства также в 1964 году на Франкфуртском автосалоне. 80 пред-серийных единиц были выпущены для отдела испытаний Mazda (20 ед.) и для испытаний дилерами (60 ед.) между 1965 и 1966 годами. Полное производство началось в мае 1967 года и продолжалось до 1972 года, и хотя Cosmo строился вручную со скоростью около одного автомобиля в день, всего было собрано 1519 единиц (343 автомобилей Серии I, и 1176 автомобилей Серии II). Автомобиль также появлялся в шоу The Return of Ultraman.
Cosmo строился в пяти сериях:
| годы                      | Число | Двигатель | Обозначение                            |
| ------------------------- | ----- | --------- | -------------------------------------- |
| 1963                      | 2     | 8A        | прототип Cosmo                         |
| 1964                      | 1     | 10A       | прототип на Токийском автосалоне       |
| январь 1965               | 80    | 0810      | пред-серийные испытательные автомобили |
| май 1967 — июль 1968      | 343   | 0810      | Серия I                                |
| июль 1968 — сентябрь 1972 | 1176  | 0813      | Серия II                               |

### Гонки

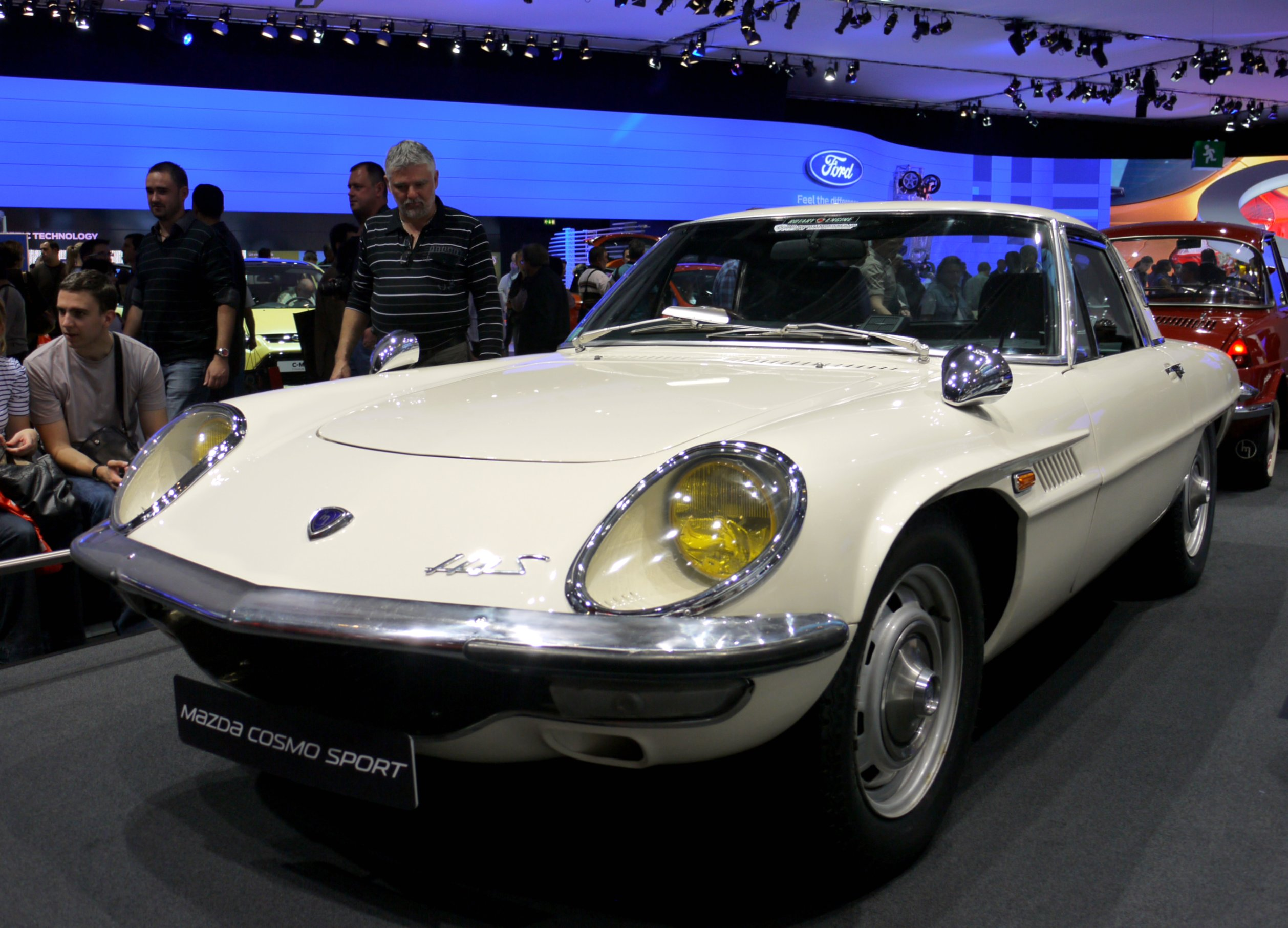
Mazda Cosmo Sport 110S

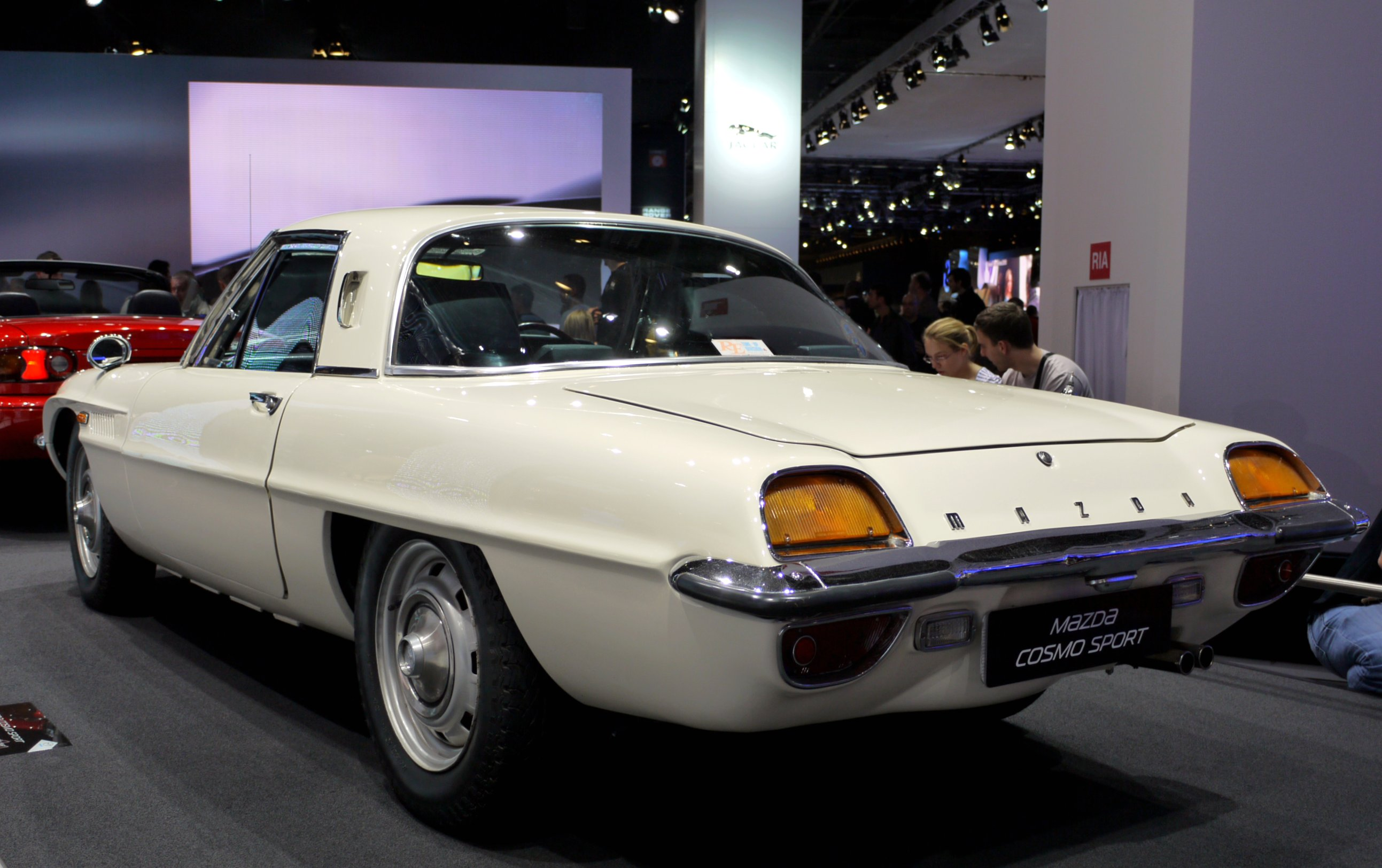
Mazda Cosmo Sport 110S, вид сзади

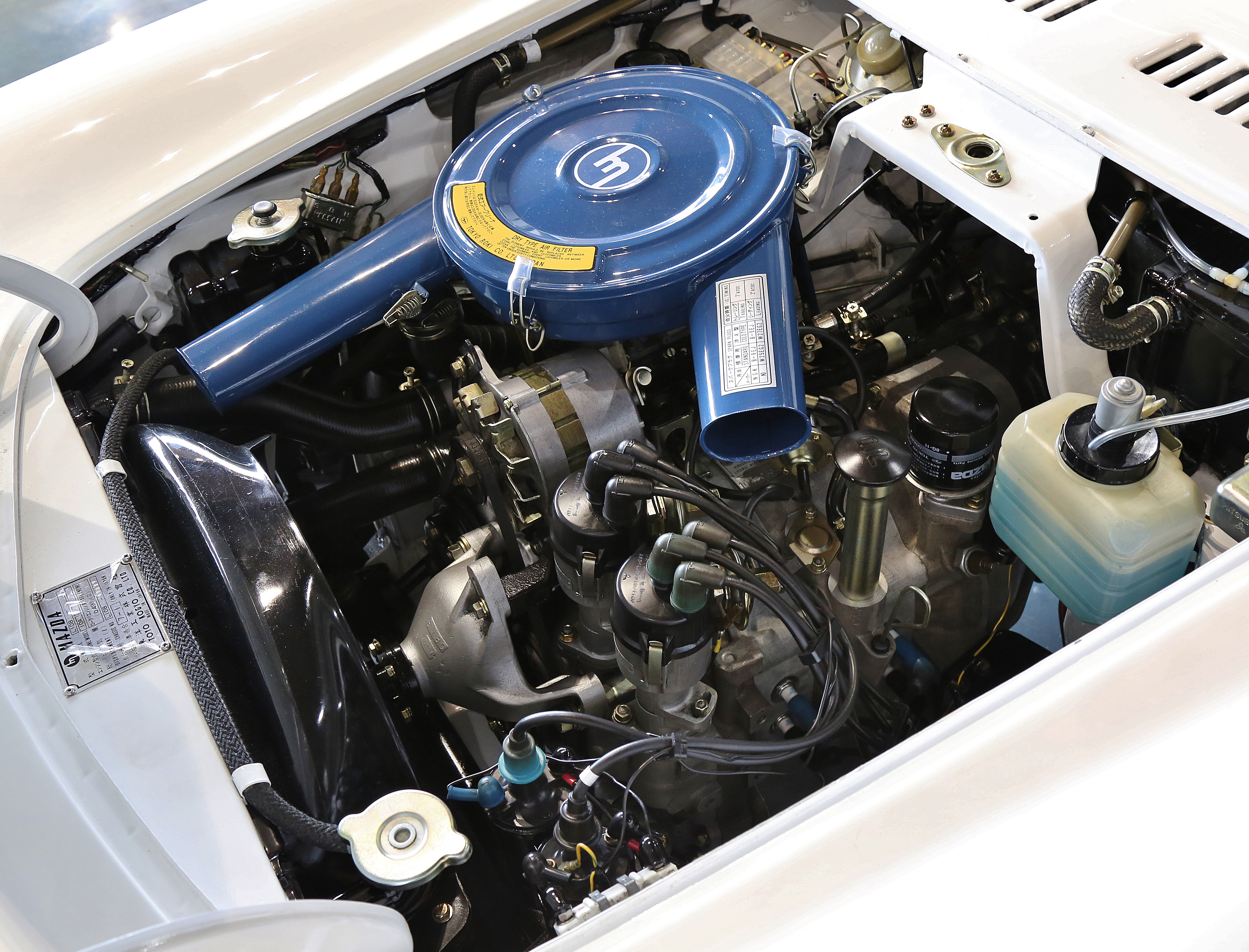
Двигатель Mazda 10A, 1972 года

В 1968 году Mazda принимала участие в гонках с Cosmo. Было выбрано одно из самых сложных испытаний в Европе, чтобы доказать надежность роторного двигателя — 84-часовой Marathon de la Route на легендарной трассе Нюрбургринг в Германии. Два стоковых Cosmo принимали участие наряду с 58 другими автомобилями. Одним из основных изменений в двигателе 10A было добавление новой системы и периферийных боковых портов впуска: клапан переключается со стороны к периферийному порту, что увеличивает число оборотов. Мощность двигателей была ограничена 130 л.с. для улучшения прочности.
Машины держались на четвертом и пятом местах в течение большей части гонки, но автомобиль с японским пилотом вышел с повреждением моста на 82-м часу. Другой автомобиль, управляемый бельгийцем, завершил гонку четвёртым в общем зачете. Это были первые гоночные автомобили — следующим гоночным автомобилем Mazda стал Familia Rotary (R100).

### Серия I
Series I/L10A имел двухпоршневой двигатель 0810 объёмом 982  см³ и мощностью 110 л.с. (отсюда название 110). Он использовал 4-камерный карбюратор производства Hitachi и нечетная конструкция зажигания — две свечи зажигания в камере с двумя распределителями. 4-ступенчатая механика и 14-дюймовые колёса были в стандарте.
В Японии установка роторных двигателей давала японским покупателям преимущество при уплате транспортного налога, так как они покупали автомобиль, более мощный, чем с традиционным рядным двигателем, и без доплаты за превышение двигателем объёма в один литр.
Передняя независимая подвеска имела поперечный рычаг, пружины и стабилизатор поперечной устойчивости. Задняя включала жесткий мост с дифференциалом De Dion, продольными рычагами, и полу-эллиптическими рессорами. 10-дюймовые дисковые тормоза устанавливались спереди, а 7,9-дюймовые барабанные — сзади. Разгон на квотере (402 м) составляет 16,4 секунды, с максимальной скоростью до 185 км/ч. Цена была ниже, чем на Toyota 2000GT, и составляла ¥1,48 млн. ($4100).

### Серия II

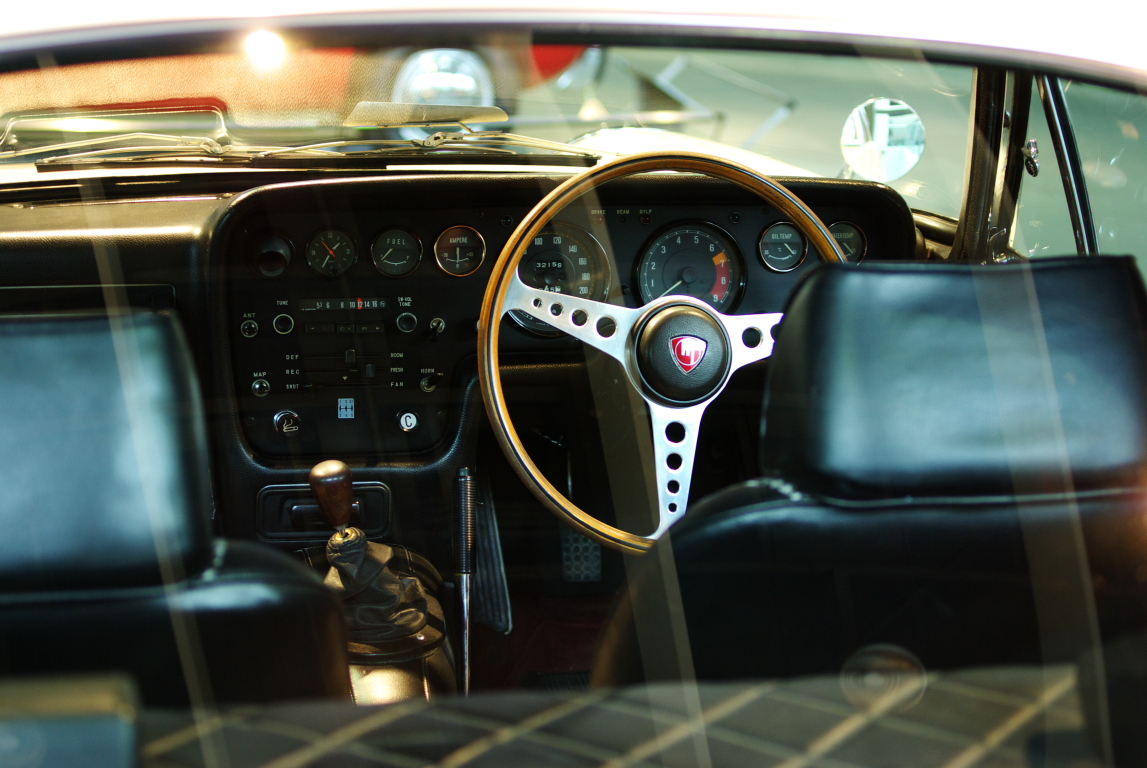
Интерьер Серии II (L10B)

Series II/L10B появилась в июле 1968 года. Она имела более мощный, 128-сильный (95 кВт), 140 Нм двигатель 0813, усилитель тормозов, 15-дюймовые колёса и 5-ступенчатую механику. Колесная база увеличилась на 38,1 см для увеличения внутреннего пространства и комфорта. Cosmo разгонялся до 193 км/ч, и на квотере (402 м) показывал время 15,8 секунд.
Визуальные изменения включали в себя большую решетку под передним бампером с два дополнительных вентиляционных отверстия по обе стороны от «рта». Было собрано 1176 единиц, и менее шести моделей Серии II первоначально были импортированы в США. Цена составляла ¥1,48 млн. ($4390).
Комик и телеведущий Джей Лено владеет Cosmo Series II 1970 года, который был показан в серии My Classic Car в марте 2006 года. Считалось, что это единственный, оставшийся Cosmo Series II в США, хотя оригинальный двигатель Cosmo 10a был заменен на RX-7 12a.
Тем не менее, американское отделение Mazda «нашло другой автомобиль в Фениксе, в гараже коллекционера Гленна Робертса и сделало предложение, от которого он не мог отказаться», о чем писалось в сентябре 2007 года в журнале Car and Driver (статья «Повесть о двух роторах»). Также существует Series II Cosmo в коллекции в провинции Альберта, Канада.
Mazda Cosmo Sport Series II L10B Coupe 1970 года был продан в январе 2015 года за $110000 на аукционе Bonhams.

## Серия CD

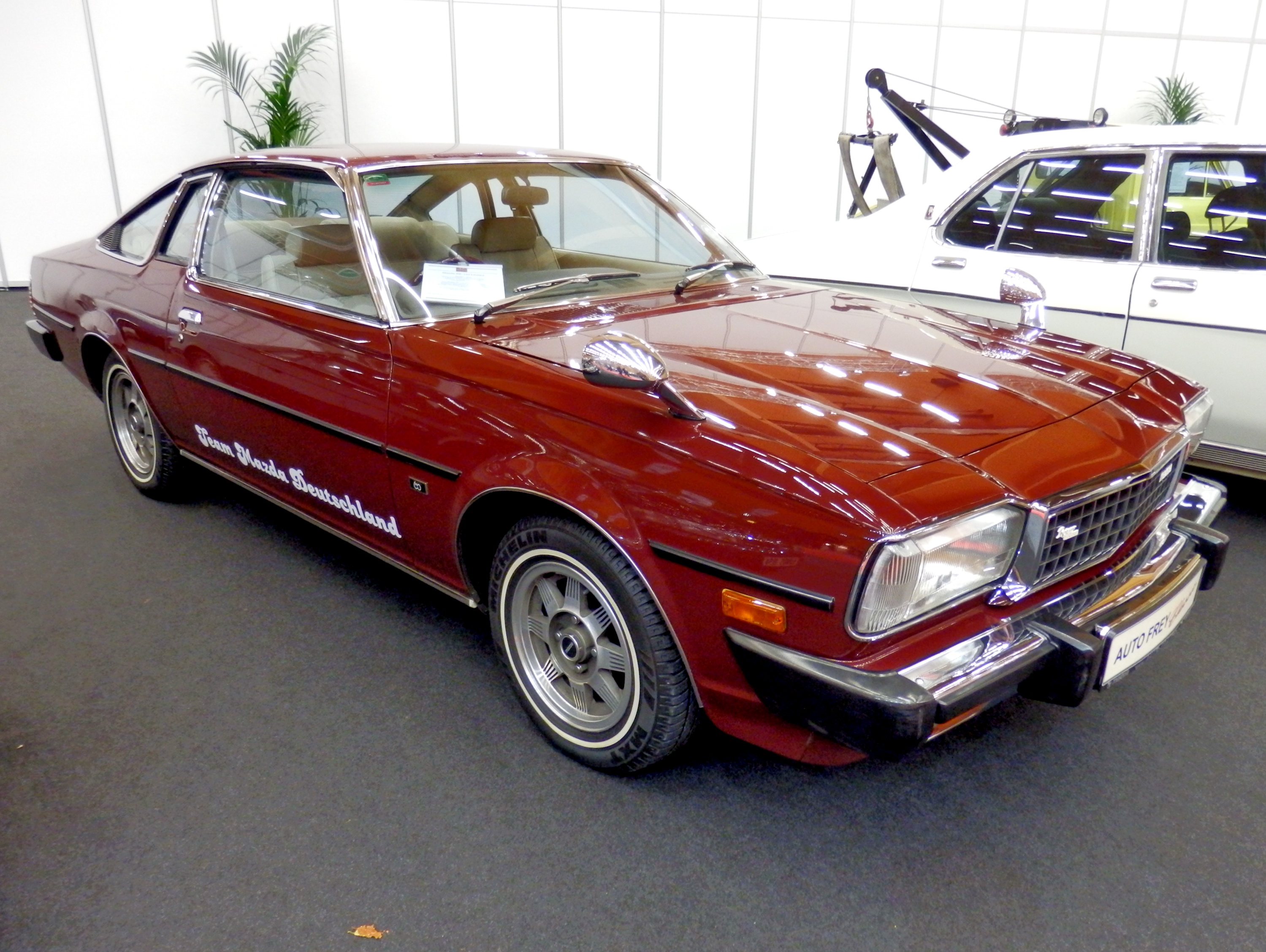
Mazda RE-130 Limited (1980)

Второе поколение CD Cosmo выпускалось с 1975 по 1981 годы. Оно известно как Cosmo AP (Anti-Pollution) в Японии, и продавалось в мире как Mazda RX-5, хотя на некоторых экспортных рынках аналог с поршневым двигателем назвали Mazda 121 (это название позже перешло на малолитражную модель Mazda).
В Америке использовалось название Mazda Cosmo, автомобиль был доступен с 1976 по 1978 годы, после чего был сменён Mazda RX-7 в качестве спортивное купе роторным двигателем. Серия CD Cosmo/RX-5 была позиционирована как личный автомобиль повышенной комфортности, и предлагалась в качестве купе с кузовом седан. Автомобиль также был доступен в кузове фастбэка, но ни один тип кузова не нашел большого количества покупателей вне Японии. Вместе с тем он имел огромный успех в Японии, где только за первый год было продано более 55 000 автомобилей. Новый кузова конкурировал с Toyota Crown, Nissan Cedric, Nissan Gloria и Mitsubishi Galant Lambda купе японского производства.
Из-за плохих продаж экспортной версии, автомобили Серии II, построенные после 1979 года, не экспортировались, и остались на внутреннем рынке. RX-4 экспортировалась в Европу, где была слабая конкуренция среди автомобилей с роторным двигателем, встретилась с мало-серийным Citroën GS Birotor, а также с седанами NSU RO80.
Cosmo было самым большим роторным купе Mazda, на базе серии LA автомобиля Mazda Luce. Он был доступен с двигателями 12A и 13B. Эта серия примкнула к мелко-серийному Mazda Roadpacer, большому, тяжёлому седану с исключительно роторными двигателями.
Версия с поршневым двигателем, Cosmo 1800, использовала 1769  см³ (80 x 88 мм) рядный четырёхцилиндровый SOHC двигатель мощностью 100 л.с. (73,5 кВт) и моментом 149 Нм. Был также большой Cosmo 2000 мощностью 110 л.с. (81 кВт).
Роторный двигатель имел преимущества для японских потребителей в том, что объем двигателя оставался ниже 1,5 литров, что значительно влияло на величину японского транспортного налога, при этом ротор имея большую мощность, чем традиционные рядные двигатели.

## Серия HB

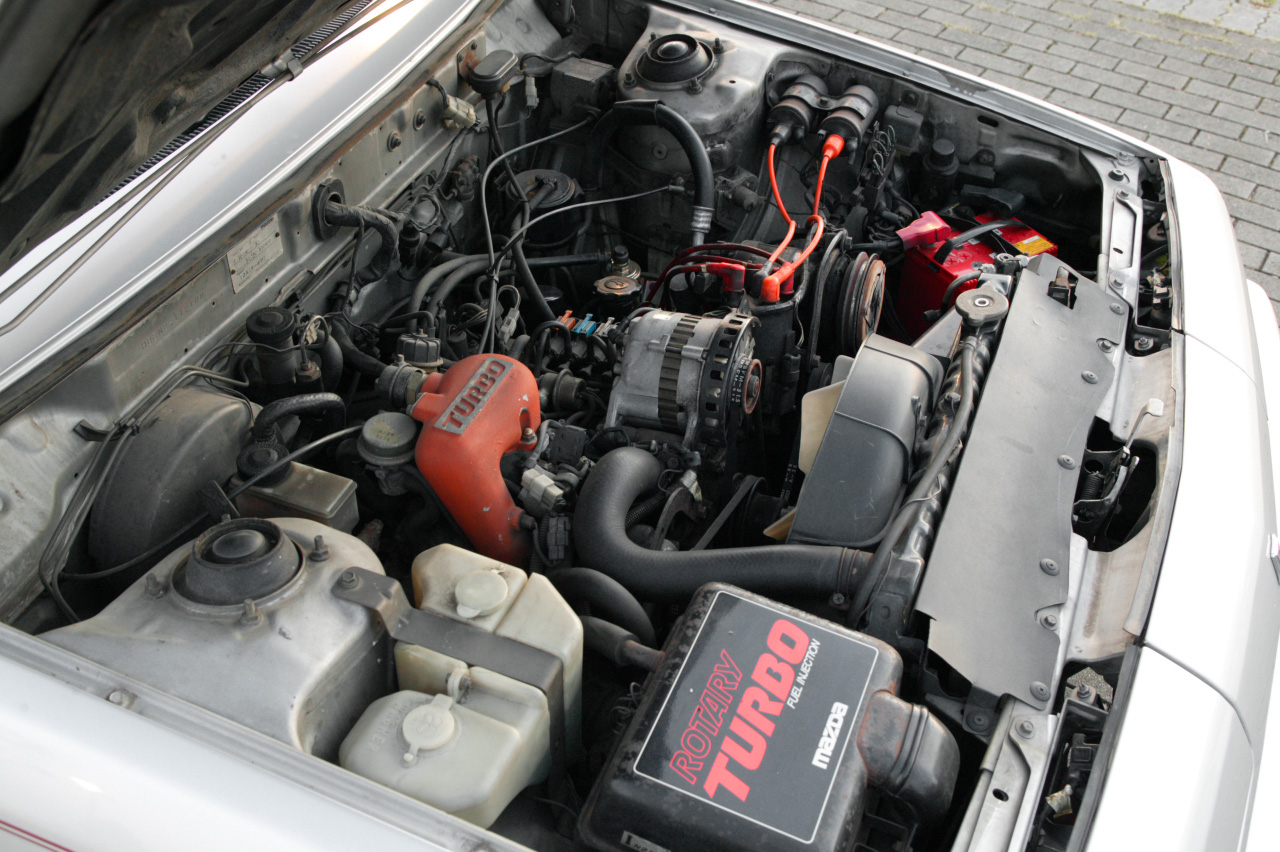
Роторный турбированный двигатель

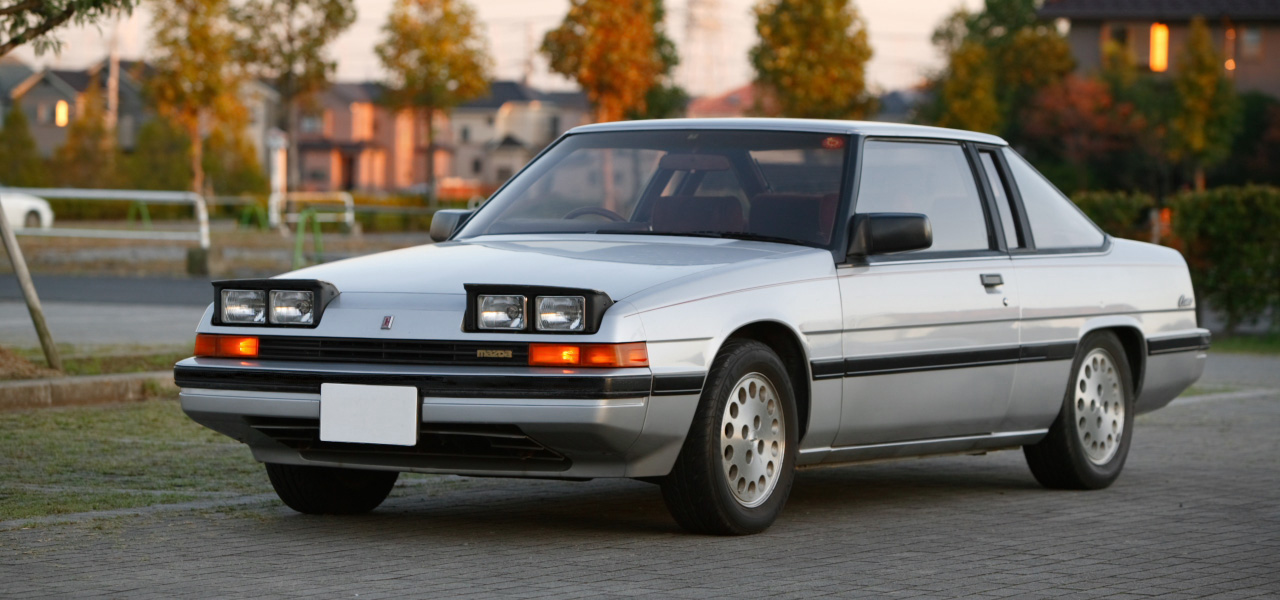
HB Cosmo, с поднятыми фарами

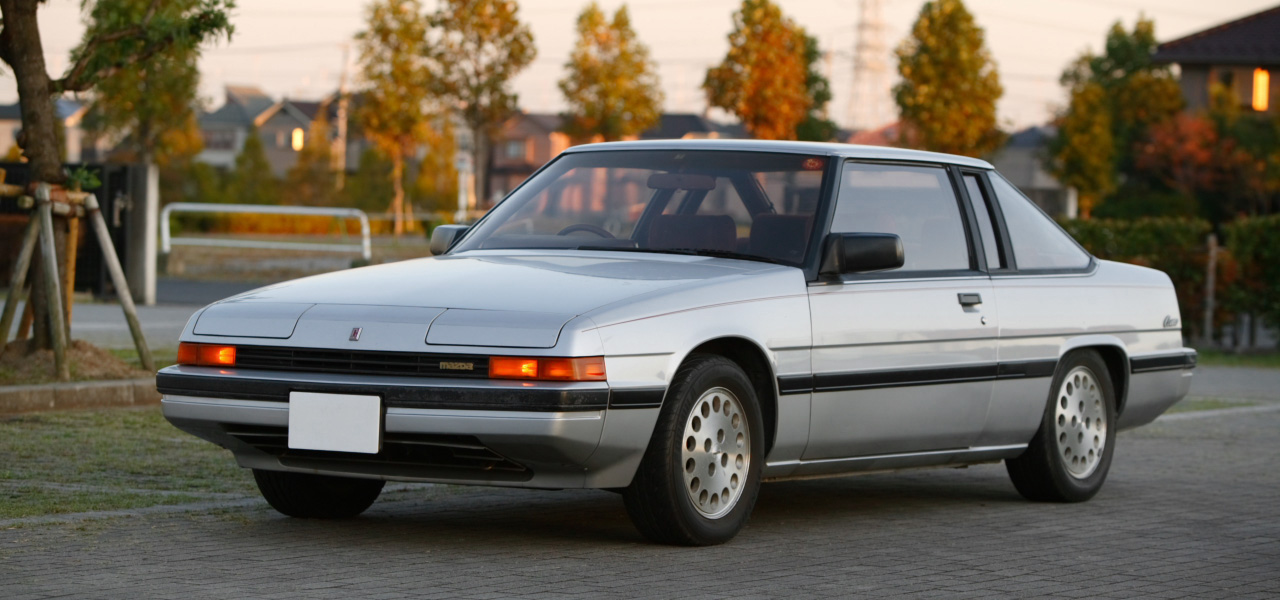
HB Cosmo, вид спереди

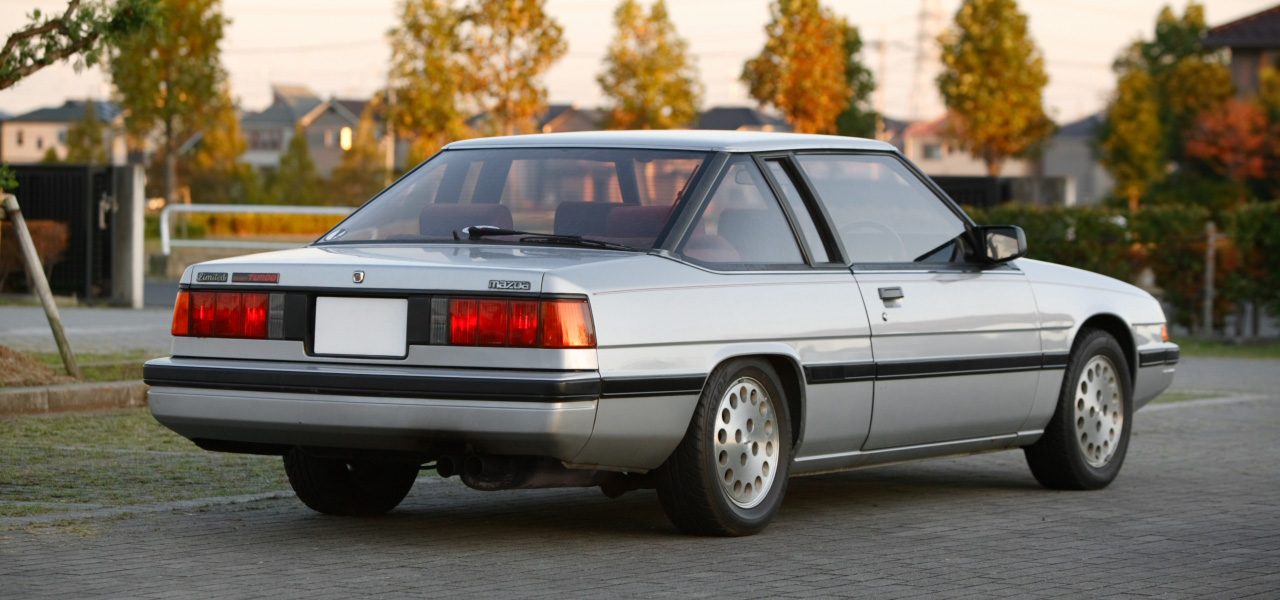
HB Cosmo, вид сзади

Третье поколение HB Cosmo (1981—1989) с 1981 использовало шасси Mazda HB от автомобиля Mazda Luce (продавалась вне Японии как Mazda 929). HB Cosmo была доступна в кузовах купе и седан, и экспортировалась в Европу как 929, наряду с седаном Luce, использовавшим экспортное название 929. HB Cosmo был единственным автомобилем в истории автомобилестроения, доступный с бензиновым и дизельным поршневыми двигателями, и роторным двигателем, он же и стал последнее экспортным поколением.
Седан Cosmo был версией седана Luce, и купе и седан продавались дилерами под названием Mazda Auto, в то время как Luce был доступен только в кузове седана, и продавался японскими дилерами Mazda. Все автомобили имели только роторные двигатели, а Luce предлагал как роторные, так поршневые двигатели. Позже, в 1991 году, Mazda Auto была переименована в Eunos.
С выходом серии FC автомобиля Mazda Savanna RX-7 за пределы Японии в 1986 году, эта серия купе сохранила свое лидирующее положение в качестве крупного личного автомобиля повышенной комфортности Mazda с роторным двигателем, с удобными задними сиденьями, багажником и выдвигающимися фарами от RX-7.
Mazda предложила три различных роторных двигателей для серии HB. 12A-6PI, 12A-турбо и 13B-RESI, все с использованием электронной системы впрыска топлива. Последний был доступен только с автоматической коробкой передач. Турбо-купе 1982 года с двигателем 12A было официально самым быстрым серийным автомобилем в Японии до появления R30 Skyline RS с двигателем FJ20ET.
Роторный двигатель имеет преимущества для японских потребителей в том, что объем двигателя оставался ниже 1,5 литров, что значительно влияло на величину японского транспортного налога, имея при мощность большую, чем у традиционных рядных двигателей.
Названия HB Cosmo и Luce использовались в Японии, 929 была экспортной версией (которая не была доступна с роторными двигателями). После изменения Luce в 1986 году, вариант Cosmо продолжал производиться отдельно до 1989 года.
Mazda 929 Turbo EGI (электронный впрыск топлива) Luxury была доступна в Австралии с 1986 по май 1987 года. Автомобиль имел двигатель FET и только механическую трансмиссию. Не все двух-дверные модели 929 имели FET, большинство использовало другие двигатели FE, с карбюратором или электронным впрыском (EGI) с опциональным четырёхступенчатым автоматом. 2,0-литровый (1998 куб.см) инжекторный турбированный вариант FET двигателя FE выдавал мощность 135 л.с. (100 кВт) и момент 237 Нм. Это был 8-клапанный SOHC двигатель жидкостного охлаждения с небольшим нагнетателем без интеркулера.

## Серия JC

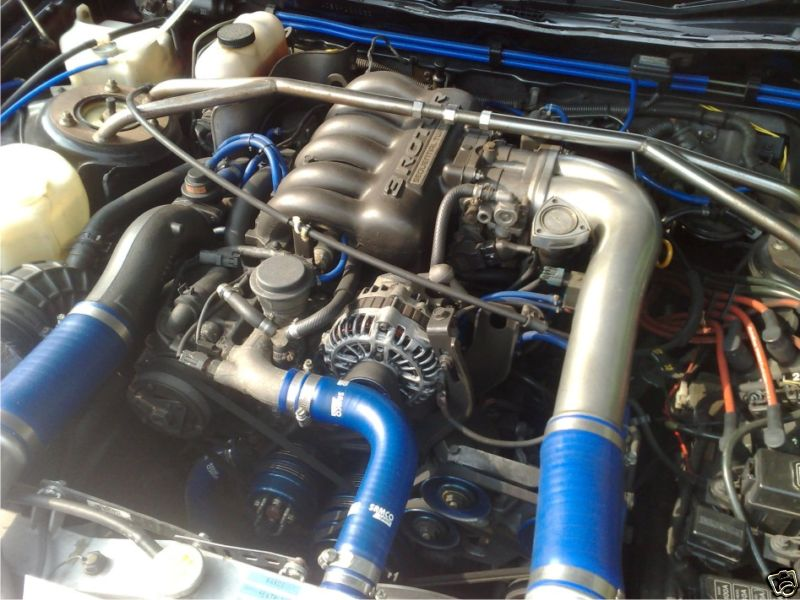
Трёх-роторный двигатель Mazda 20B-REW

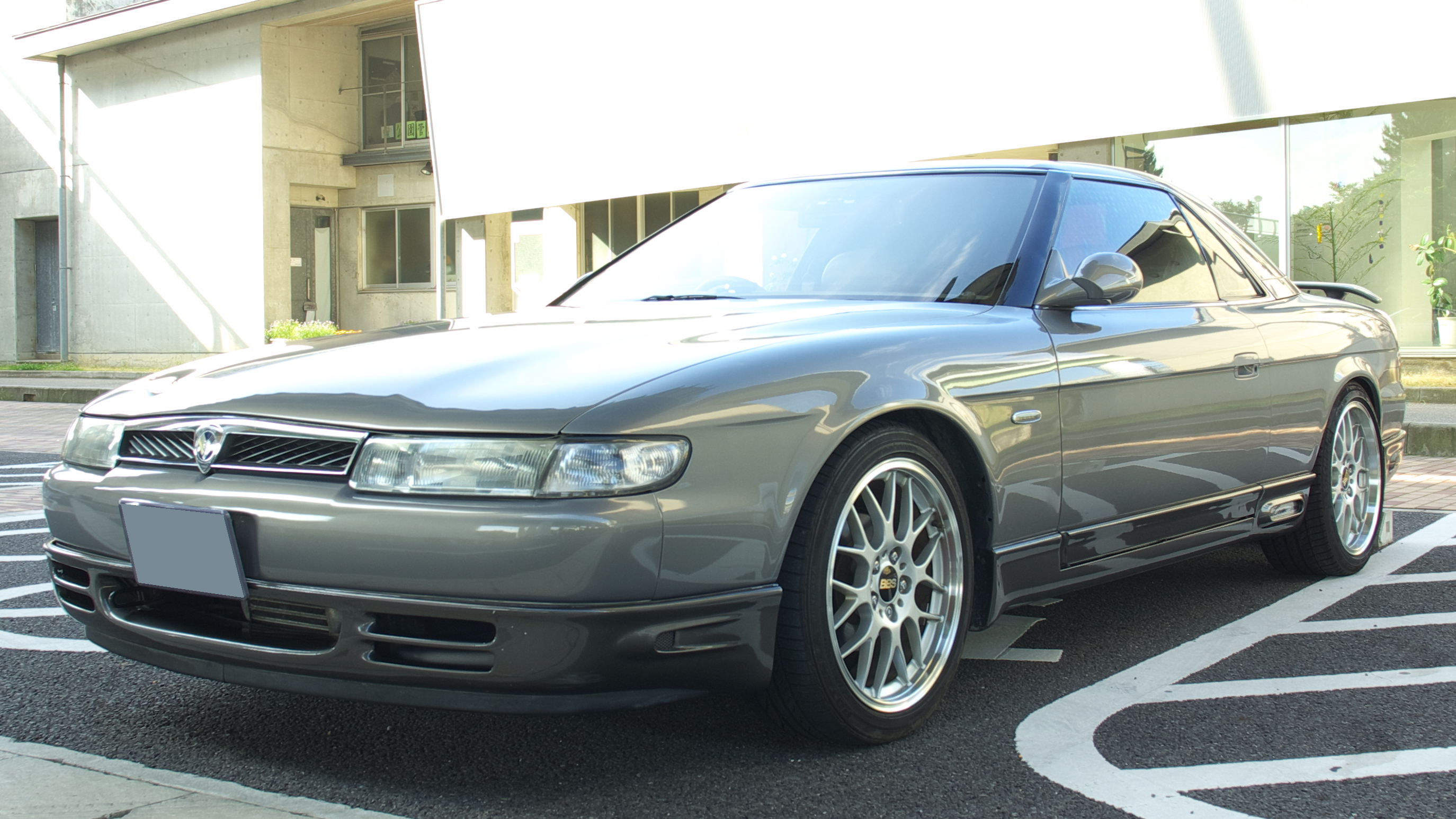
Eunos Cosmo с двигателем 20B (Япония)

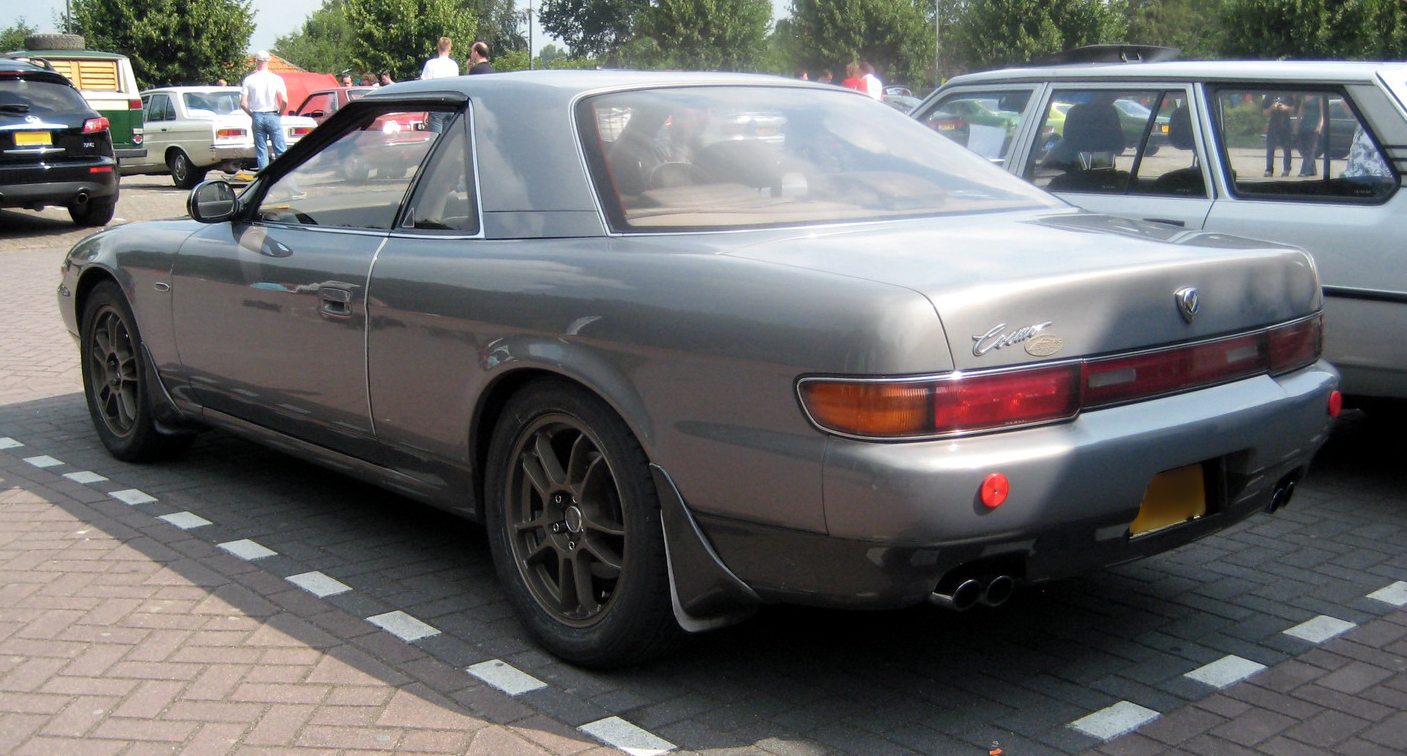
Eunos Cosmo, вид сзади

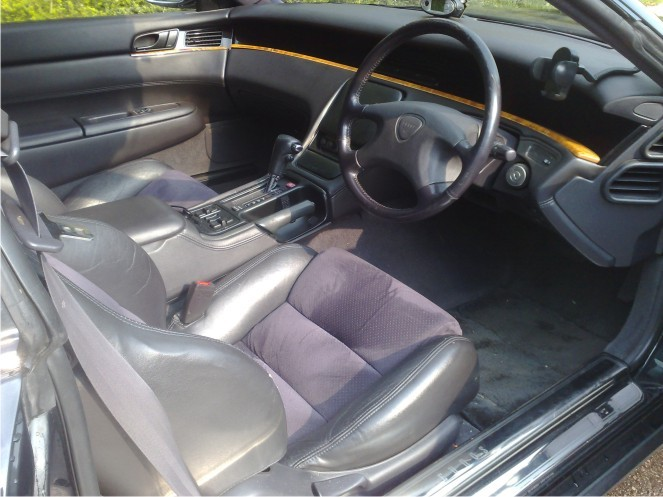
Интерьер Cosmo

Eunos Cosmo (на основе концепт-кара MX-03 1985 года) начал производиться с 1990 года на новой платформе JC. Это единственный автомобиль Mazda с трёх-роторным двигателем. Имел также 4-ступенчатую автоматическую коробку передач.
В Японии, продажи пострадали по причине того, что эта серия Cosmo не соответствовала японским правилам габаритов, и покупатели оплачивали ежегодные налоги за вождение автомобиля большего размера, по сравнению с предыдущими поколениями.
Было доступно два двигателя, 13B-RE с двумя турбинами и 20B-REW. Трёх-роторный 20B имел объём 2 литра (1962 куб.см), что делало его самым большим роторным двигателем Mazda, доступным для продажи. Мощность двигателя с двумя турбинами составляет 300 л.с. (220 кВт), крутящий момент 403 Нм. Серия JC выделяется в истории автомобилестроения. Её двигатели 13B-RE и 20B-REW стали первыми построенными в Японии, серийными роторными с двумя турбинами, доступными в продаже. Автомобили вне Японии (FD series RX-7) не получали твин-турбовый 13B-REW до начала 1992 года. Eunos Cosmo был первым серийным автомобилем в мире со встроенной системой навигации GPS, и первым в Японии, использующим «Palmnet» последовательная система передачи данных для операций ECU-to-ECAT.
Четвёртое поколение опережало свое время электронным оснащением с Car Control System: цветным ЭЛП-сенсорным экраном, контролирующим климат-контроль, сотовый телефон, автомобильную навигацию GPS, NTSC, телевидение, радио и CD-Player.
Скорость ограничена 180 км/ч согласно японских правил, но версия с 20B-REW была способна разгоняться до 255 км/ч. Более 380 Нм крутящего момента было доступно уже с 1800 об/мин, имеет быстрый старт с места; однако, это возможно благодаря большому расходу топлива. JC Cosmo был дорогим даже по сегодняшним меркам.
Cosmo производился с 1990 года по сентябрь 1995 года, в общей сложности было продано 8875 автомобилей. Было продано автомобилей с двигателями 13B-REW и 20B-REW в отношении 60 и 40 процентов от общего числа, варианты с трёх-роторным 20B-REW очень редки. Хотя Cosmo оставался в основном автомобилем для внутреннего рынка (экспорт предлагался изначально через канал продаж Eunos, и под брендом Amati в США), он встречался в таких странах, как Австралия, Новая Зеландия и Великобритания с правым рулём (также леворульная в Норвегии) за счет импортных правил для частных импортеров из этих стран.
Cosmo последнего поколения строился в серии I (1990—1993) и серии II (1994—1995):
| Годы      | Обозначение | Серия    | Двигатель |
| --------- | ----------- | -------- | --------- |
| 1990-1993 | JCESE       | Серия I  | 20B       |
| 1994-1995 | JCES        | Серия II | 20B       |
| 1990-1993 | JC3SE       | Серия I  | 13B       |
| 1994-1995 | JC3S        | Серия II | 13B       |